# 北海道の楽しい100人

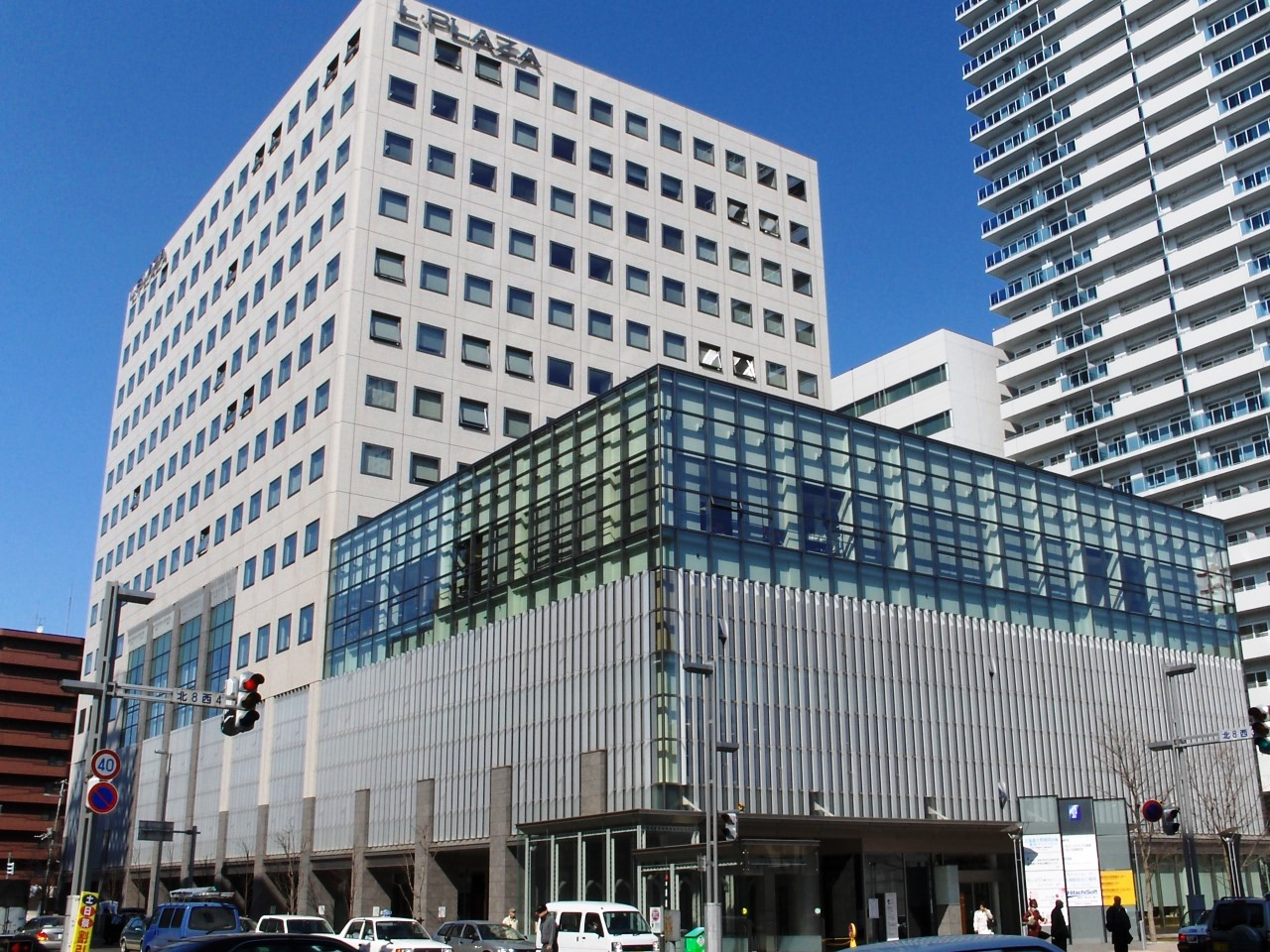
主にイベント会場に使用された札幌エルプラザ

北海道の楽しい100人（ほっかいどうのたのしいひゃくにん）とは、北海道で2ヶ月に1度、偶数月に開催されているトークイベント。

## 概要
北海道で活動している「楽しい」人を主催者が指名し、15分間のスピーチを行う。毎回4名のゲストスピーカーが登壇。
2012年2月より隔月（偶数月）開催され、初年度は参加人数などにあわせ会場が異なったが、2年目以降は札幌エルプラザ3Fの大ホールで行われた。
次回の開催概要は公式のFacebook上で行われていた。1ヶ月前より申し込みが行われ、ゲストスピーカーが誰かなど開催日に向けて公開されていく方式。
会場が札幌エルプラザのホールで行われるようになってからは、予約がなくても参加できるようになった。
参加者は150〜200名程度で、道内の定期開催イベントでも大きな規模だった。約1／3が新規参加者で、登壇者にあわせて参加者も変わるのが特徴の一つ。
イベントはUSTREAMでネット中継されていた。現在、アーカイブが配信されている。
2016年2月に100人を達成し終了したが、同年8月よりvol.2がスタートした。
現在「北海道の楽しい100人」以外に、2014年9月より「広島の楽しい100人」・2015年1月より「とかちの楽しい100人」が同様のイベントとして開催されている。

## イベント背景
2013年3月号のソトコト（トド・プレス）によると、東京や海外経験がある4人が「外から北海道を見た時に」若者がおとなしく感じたこと、東京での講演会などのソーシャルイベントの数と対比すると圧倒的に北海道でのイベントが少なく感じたこと、外へ対するタレントへの憧れだけがつよくなっているが、実は単純に習慣がないのではないかと感じたことなどがあり、自分たちがオーガナイザーとして開催した。
偉大な成功者の講演ではなく等身大の身近な体験を語ってもらおうという考えで北海道在住者に限定してゲストスピーカーを選定しており、
「そこですれ違った事がありそうな人の社会経験に北海道を楽しくする「いいね！」につながれば。」
と話している。
登壇したスピーカー同士が新たなコラボをしていたり、参加者との協業もはじまっている。
また、登壇したスピーカーが閲覧者として参加することが多く、他のイベントでは見られない交流も魅力の一つと言える。
15分という時間設定は「もう少し聞きたい」と言える程よい時間と、疑問や感覚はすぐに身近であるゲストスピーカーに直接話す、ネットを通じて接触できるという今の時代を活用してほしいと話している。（2013年3月19日発行の北海道新聞 特集記事より）
イベント内容は日本経済新聞北海道版にダイジェストが掲載されている。
2014年4月に北海道新聞社主催の「地域げんき大賞」に選ばれ表彰を受ける。
参加費500円からスピーカーの交通費、懇親会おもてなし代、ボランティア学生スタッフの懇親会代金、会場費、USTREAM配信機材利用、その他若干の雑費（領収書印字代金ほか）となっており、出来る限り負担のない運営をしている。

## 懇親会
登壇したゲストスピーカーと膝を突き合わせお話をしようと初回から行われており、2013年では常に居酒屋を借りきった90人程度の濃厚な懇親会となるとして人気の企画となった。
基本的に参加希望は事前申し込みで受け付けているが、欠員が出た場合はイベント終了後に懇親会の申し込みも行われる。

## トークゲスト
| 開催日                | 登壇者１                                                 | 登壇者２                                                             | 登壇者３                                                       | 登壇者４ |
| --------------------- | -------------------------------------------------------- | -------------------------------------------------------------------- | -------------------------------------------------------------- | --- |
| 第1回 2012年2月22日   | 田村慶 株式会社24-7 代表取締役社長                       | 八戸駿 xHachiApps                                                    | 福西伸康 株式会社エスプランニング 代表取締役社長               | 田中 均 北海道魅力発見エバンジェリスト                                                                        |
| 第2回 2012年4月13日   | 澤田周 一般社団法人LOCAL 代表理事                        | 阿部晋也 丸吉日新堂印刷株式会社 代表取締役社長                       | 藤田美知男 菓子工房フラノデリス オーナーシェフ                 | 永田晴紀 北海道大学大学院工学研究科 教授                                                                      |
| 第3回 2012年6月10日   | 山下智博 札幌市教育文化会館職員                          | 田澤由利 株式会社ワイズスタッフ 代表取締役                           | 林英邦 株式会社HMカンパニー 代表取締役社長                     | 澤充隆 株式会社ドーコンモビリティデザイン 取締役事業部長                                                      |
| 第4回 2012年8月29日   | 川上大雅 Salon Cojica 代表 / 弁護士                      | 山田大樹 訪問型フリースクール「漂流教室」代表                        | 佐藤文宣 北海道ザンギ連盟 代表                                 | 黒田仁智 サッポロ・ミツバチ・プロジェクト 理事長                                                              |
| 第5回 2012年10月24日  | 和田哲 街歩き研究家                                      | 長谷川 英幸 株式会社グローブエンターテイメント マーケティング部長    | 糸川一也 モエレ夏祭り実行委員会 実行委員長                     | 八田由加利 主婦                                                                                               |
| 第6回 2012年12月12日  | 飯田佳宏 社会活動家                                      | 萬年暁子 リトル・ジュース・バー 野菜ソムリエ                         | 堀直人 特定非営利活動法人北海道冒険芸術出版 代表               | 久住邦晴 株式会社久住書房（くすみ書房） 代表取締役社長                                                        |
| 第7回 2013年2月27日   | 竹内紀仁 長栄交通株式会社 営業企画課長                   | 岩館空 株式会社データクラフト / 「イケメン店員Map」開発者            | 曽我井 陽充 シゼントトモニイキルコト ソガイ農園 代表           | 湊源道 あったかい道 代表                                                                                      |
| 第8回 2013年4月15日   | 須川正啓 クイズ研究家                                    | 刈田有紀 telco 帽子作家                                              | 大杉康晴 ビール醸造家                                          | 林浩史 十勝毎日新聞社 代表取締役社長                                                                          |
| 第9回 2013年6月26日   | Evan Burkoski Konniciwa-Japan 代表取締役                 | 福島慶介 （旧）岡川薬局                                              | 竹田寛 札幌医科大学                                            | 猪熊梨恵 札幌オオドオリ大学 学長                                                                              |
| 第10回 2013年8月21日  | 坂巻紀久雄 モルトヘッズ                                  | 佐藤達也 札幌市市民まちづくり局                                      | 坂上勝也 メディカルツーリズム・ジャパン 代表取締役             | 卜部奈穗子 合同会社ペン具 代表                                                                                |
| 第11回 2013年10月16日 | 田名辺健人 欧文印刷                                      | 矢ノ目俊之 東川町職員                                                | 田中 宏明 有限会社エアーダイブ代表取締役                       | 三島千枝 チエモク株式会社 代表取締役                                                                          |
| 第12回 2013年12月18日 | 神前和人 おたる水族館                                    | 福津京子 札幌人図鑑                                                  | 残間正行 フォトジャーナリスト                                  | 石水創 石屋製菓株式会社                                                                                       |
| 第13回 2014年2月19日  | 紀国 聡 ドリ農部                                         | 川部 紀子 ファイナンシャルプランナー                                 | 杉山りょう 映画監督・二丁目シアター                            | 野々村 芳和 北海道フットボールクラブ代表取締役社長                                                            |
| 第14回 2014年4月16日  | 加藤淳一 北海道盲導犬協会 指導部長                       | みやけりかこ さっぽろ自転車ガール著者                                | 竹内誠裕 エコフェス代表                                        | 野村文吾 十勝バス代表取締役                                                                                   |
| 第15回 2014年6月20日  | 池内潤樹 札幌人形劇場こぐま座                            | 平島美紀 NPO法人のこたべ代表                                         | 松井健太郎 インフィニットループ 代表取締役社長                 | 前田和哉 アシルスフィーダ代表                                                                                 |
| 第16回 2014年8月20日  | 湯谷拓朗 小樽運河クリーンプロジェクト                    | 小岩秀和 一般社団法人LOCAL 理事K.U.P.A.H. 主催                       | 岩谷 圭介 ふうせん宇宙撮影 ふうせん写真家                      | 小西由稀 フードライター                                                                                       |
| 第17回 2014年10月16日 | 大川博 CCA(Cycling Coodinator Ambition)                  | 佐佐木絵里沙 風船の魔法使いエリサ／風船の魔法使い株式会社 代表取締役 | しものまさひろ しものトレーナーズオフィス 代表                 | 鎌田孝 酒匠＆北海道ソムリエ                                                                                   |
| 第18回 2014年12月3日  | 杉山千秋 元Teamくれれっ娘!                               | 住出尊史 狸小路に常設演芸場をつくる会                                | 富山浩樹 株式会社サッポロドラッグストアー 常務取締役           | Dilip BK Sunar TEDxSapporo 設立者                                                                             |
| 第19回 2015年2月19日  | 阿野洋介 合同会社肉ソン大統領 / 大統領補佐官             | 松本あやか 漫画家                                                    | 中島康博 北海道立総合研究機構                                  | 鈴木宏一郎 (合)北海道観光まちづくりセンター                                                                   |
| 第20回 2015年4月22日  | KotoRi 「Very merry show!!!」主催                        | 長谷川美穂 「はぎれ・リサイクル着物 まめぐら」店主                   | 益子貴寛 株式会社サイバーガーデン 代表取締役                   | Hikaru Seino GANON FLORIST 代表 HANAYUIデザイナー                                                             |
| 第21回 2015年6月17日  | 浜中裕之 NPO法人北海道エンブリッジ 代表理事              | 入澤拓也 エコモット株式会社 代表取締役                               | 森まゆみ パンコーディネーター                                  | 阿部眞久 ワインクラスター北海道 代表理事                                                                      |
| 第22回 2015年8月5日   | 八戸耀生 航空写真家                                      | 秋山真路 第1回北の高校生会議運営委員長                               | 奥かおる 株式会社ワイズ・ワン 代表取締役                       | 小松信隆 管理栄養士／日本糖尿病療養指導士                                                                     |
| 第23回 2015年10月30日 | 松代弘之 株式会社おたるまる                              | Ross Findlay 株式会社NAC ニセコアドベンチャーセンター 代表取締役     | 太田恵美 NPO法人 日本ホスピタル・クラウン協会北海道支部 事務局 | 高橋朋一 絵本の里けんぶち VIVAマルシェ 代表                                                                   |
| 第24回 2015年12月9日  | 明楽みゆき チェンバロ奏者／現代版北前船プロジェクト 代表 | 荒 真仁 農業／余市町ワインぶどう協議会（YWGC）                       | 徳光康宏 徳光珈琲 代表                                         | 長谷川 竜介 株式会社ブライアンブルー 代表取締役／NPO法人北海道バーバリアンズラグビーアンドスポーツクラブ 理事 |
| 第25回 2016年2月18日  | 唐沢豪貴 伝統漢方専門からさわ薬局 代表取締役             | 浅井美紀 水滴写真家                                                  | 菅川仁 株式会社奥尻ワイナリー 常務取締役                       | 鈴井 亜由美 株式会社クリエイティブオフィスキュー 代表取締役／株式会社Link&Loop 代表取締役                     |

| 開催日                | 登壇者１                                                                                   | 登壇者２ | 登壇者３ | 登壇者４ |
| --------------------- | ------------------------------------------------------------------------------------------ | --- | --- | --- |
| 第1回 2016年8月10日   | 森谷祐至 「月と太陽BREWING」代表                                                           | 伊藤孔一 NPO法人フリースタイルスキーHokkaido サポーターズクラブ代表理事                                         | 中島聖子 enjoy ☆ 育児ニコニコ会・コザルッコプレーパーク代表                                                 | 渡辺淳也 株式会社恵和ビジネス代表取締役社長                                                                    |
| 第2回 2016年10月25日  | 南ゆき cafe自休自足 代表                                                                   | 中本勉 Patisserie Bliss Blis オーナーシェフ                                                                     | 加藤潔 札幌市自閉症者自立支援センターゆい所長                                                               | 佐山廣和 有限会社トミタ代表取締役                                                                              |
| 第3回 2016年12月7日   | 長岡未来 健康食育マスター／モデル・MC                                                      | 山崎明信 株式会社FULLCOMMISSION代表取締役                                                                       | 伊達寛記 ファーム伊達家／自然栽培農家                                                                       | 湯浅祐一郎 証券会員制法人札幌証券取引所 上場推進部長                                                           |
| 第4回 2017年2月17日   | 矢野友宏 鉄道写楽家                                                                        | 安達祐子 フリーアナウンサー                                                                                     | ヨッシー［吉本直喜］ 芸人／株式会社LOL代表取締役                                                            | 太田稔 環境共育事務所うてきあに代表                                                                            |
| 第5回 2017年4月19日   | 水戸由子 社会福祉士                                                                        | 中島宏章 写真家                                                                                                 | 井上奈穂子 井上税務会計事務所 所長                                                                          | 久保銘中 NPO法人アイセック・ジャパン2016年度北海道委員会委員長                                                 |
| 第6回 2017年6月16日   | 細野仁志 barNAYA店主                                                                       | 菊池桃子 プロダクトデザイナー                                                                                   | 佐藤真奈美 一般社団法人清水沢プロジェクト代表理事                                                           | 川村洋平 ビール醸造家                                                                                          |
| 第7回 2017年8月9日    | 郡司竜平 特別支援学校教員                                                                  | 鹿川慎也 ギター製作家                                                                                           | 和田由美 エッセイスト / 株式会社亜璃西社 代表取締役                                                         | 大久保彰訓・新保善寛 キモノでジャック in 札幌                                                                  |
| 第8回 2017年10月7日   | 伊藤博之 クリプトン・フューチャー・メディア（株）代表取締役                                | 長沼里奈 映画作家                                                                                               | 武田英祐一 ミュージシャン、THE武田組                                                                        | 川村秀憲 北海道大学大学院情報科学研究科情報理工学専攻複合情報工学講座調和系工学研究室教授                      |
| 第9回 2017年12月6日   | 庄司開作 えこりん村 村長                                                                   | 木村真依子 ナナクラ昆布代表                                                                                     | 北乃カムイ 北海道育成アイドル                                                                               | 濱内勇一 株式会社インセンブル 代表取締役                                                                       |
| 第10回 2018年2月7日   | 酒田浩之 ボーダレスアートサポートセンタークシロ／プロデューサー                            | テッダー マイケル 株式会社コールド・フュージョン Technical Director / CEO                                       | 小林正和 エルムガーデン料理長                                                                               | 中山亜子 株式会社ネオラボ／社長室 新規事業開発チーム／プロジェクトマネージャー                                 |
| 第11回 2018年4月13日  | 上野真司 「NPO法人 森のこだま」代表                                                        | 高村さとみ フリースクール札幌自由が丘学園 理事 ／北海道フリースクール等ネットワーク 事務局長                    | 小野寺千穂 小野寺千穂デザイン事務所 デザイナー                                                              | ブレエメン ミュージシャン                                                                                      |
| 第12回 2018年6月6日   | ヤマザキケイタロウ 株式会社プリオンデ代表取締役／EBETSU SECOND PROJECT代表／江厚別町副町長 | 大島留美子（るみるみ） ものまね芸人&地蔵作家                                                                    | 高田豊 プロジェクトファシリテーター                                                                         | 廣田大 札幌夜景ナビゲーター                                                                                    |
| 第13回 2018年8月8日   | 水野莉穂 喫茶店アグラクロックオーナー                                                      | 伊藤新 北海道アルバイト情報社メディア企画室 マネージャー                                                        | 山岸奈津子 PRプランナー・ラジオパーソナリティ                                                               | 相馬章文（かねあいよよか） シンガーソングライター、作詞家、レコーディングエンジニア                            |
| 第14回 2018年10月3日  | 河嶋峻 合同会社Staylink代表                                                                | 赤沼俊幸 marketist代表                                                                                          | 荒井さやか Coco style WEDDING代表                                                                           | 須田修司 家具工房旅する木代表                                                                                  |
| 第15回 2018年12月5日  | 古川奈央 俊カフェ店主／フリーライター／エディター                                          | 安達永補 酪農家／HAPPY LAND安達牧場代表                                                                         | 青山泰之 ジャスマックプラザ株式会社 企画広報課・情報システム管理室（兼）課長                                | 木戸朋生 漫画家、漫画原作者                                                                                    |
| 第16回 2019年2月27日  | 原田啓介 NPO法人えんおこ理事                                                               | 辻本智也 総合型地域スポーツクラブSports Life Design Iwamizawa代表／北海道教育大学岩見沢校修士課程               | 金子アキラ 株式会社エ・アロール専務取締役／新札幌食MAP制作委員長／ラジオパーソナリティ                      | 西野功泰 市立札幌大通高等学校 教諭                                                                             |
| 第17回2019年4月17日   | 黒田拓 薩摩琵琶奏者                                                                        | 号刀悠貴 北照高等学校 英語教師 キャリア教育担当／北照ワインプロジェクト                                         | 小千田裕志 株式会社RYDE代表取締役／日本語教師／日本語教師養成講師／塾講師／教育系YouTuber／                 | 森永 勉 株式会社森永管理代表取締役 / 有限会社森永ビル専務取締役 / 北海道よろず支援拠点日胆支部コーディネーター |
| 第18回2019年6月12日   | 一色恵太 Cafe心麦 店長 / webショップ「無添加や」店長 / フリースクールどんぐり広場 代表     | 向裕加 カウンセリングオフィスプログレス代表／公認心理師・臨床心理士                                             | 矢吹英孝 札幌市こどもの劇場やまびこ座館長／国際人形劇連盟日本ウニマ会員／さっぽろ人形浄瑠璃芝居あしり座代表 | 金井直樹 「穂と葉」店主／北海道学生共創機構代表                                                                |
| 第19回2019年8月21日   | 角田広佑 株式会社SARUNOMA 営業企画部・事業開発部部長                                       | 川口洋史 マスコスモ合同会社代表取締役社長                                                                       | 松本彩 シンガー                                                                                             | MARU FMドラマシティ放送局長                                                                                    |
| 第20回 2019年10月11日 | 廣瀬岳史 NoMaps事務局長                                                                    | 井村優希 ツキガゲドウワークショップ研究室                                                                       | 山本将志郎 梅ボーイズ                                                                                       | 若本香織 WEBクリエイター/ブラジル食材フェアトレード/サンバダンサー/ボサノバシンガー                            |
| 第21回 2019年12月4日  | 巢河綾 株式会社Liness Create（リネスクリエイト）取締役                                     | 成田智哉 マドラー株式会社代表取締役                                                                             | 北原健太郎 株式会社BREAKTHROUGH(ブレイクスルー) 代表取締役                                                  | 木村あゆみ ayugraphic代表 グラフィックレコーダー                                                               |
| 第22回 2020年2月4日   | 原大介 ユアンワークス代表 ワークサーファー/パラレルワーカー                                | 西村真帆 社会人バンドサークル サウンドカンパニーEGG会長                                                         | 清原章生 パパ育休プロジェクト代表/北海道職員                                                                | 中村恒星 北海道大学医学部医学科3年                                                                             |
| 第23回2023年6月21日   | 塚原敏夫 上川大雪酒造株式会社 初代蔵元 代表取締役社長                                      | 国井美佐 株式会社ゲート代表取締役社長                                                                           | 高野沙月 株式会社Fant代表取締役                                                                             | 田中雅世 株式会社クローバー代表取締役／株式会社ソレイユ 代表取締役／一般社団法人みなぱ代表理事                 |
| 第24回 2023年8月23日  | 木村円 株式会社セルクル代表取締役                                                          | 松岡円 北海道自閉症協会札幌分会（札幌ポプラ会）会長／歯科衛生士（一般社団法人北海道歯科衛生士会札幌支部支部長） | 大崎信哉 株式会社ソウゾウ代表取締役                                                                         | 今井健太 国営滝野すずらん丘陵公園 滝野の森ゾーン自然環境マネージャー                                           |
| 第25回 2023年10月18日 | 淺野隆夫 札幌市中央図書館／札幌市役所まちづくり政策局                                      | 奈良亘 山岳ガイド／SappoLodge・株式会社GOODVIBES・株式会社しゃこまる 代表取締役                                 | 佐藤みつひろ プランナー／プロデューサー／「北海道の楽しい100人」立ち上げメンバーの一人                      | 宮永真幸 札幌テレビ放送アナウンサー／「どさんこワイド179」ニュースキャスター                                   |

※役職や肩書は登壇時のもの。